# Macarostola miltopepla
Macarostola miltopepla là một loài bướm đêm thuộc họ Gracillariidae. Nó được tìm thấy ở Queensland.